# 柏蚜
柏蚜（學名：Cinara cupressi）是柏蚜屬下的一種蚜蟲，以吸食大型針葉樹的樹汁為食。其行為會對樹木造成嚴重損害，甚至可以導致樹木的死亡。 它是在列的世界百大外來入侵種之一，入侵地主要在歐洲和非洲。